# Gregor von Burtscheid
Gregor von Burtscheid (* zwischen 930 und 940; † 4. November 999; auch: Gregor von Cerchiara, Gregor von Kalabrien) war der erste Abt der im Auftrag von Kaiser Otto III. gegründeten Reichsabtei Burtscheid.

## Leben
Gregor stammte aus einer vornehmen griechischen Familie in Kalabrien. Er wurde zwischen 930 und 940 in Kalabrien geboren, das damals zum byzantinischen Einflussbereich gehörte. Er lebte als Mönch im griechischen Basilianerkloster St. Andreas in Cerchiara di Calabria, zuletzt als Abt. 986/87 musste er von dort fliehen und kam nach Rom, wo er einige Jahre als Mönch im Kloster Santi Bonifacio e Alessio verbrachte.
Kaiser Otto III. gründete im Jahr 997 die Benediktinerabtei Burtscheid bei Aachen und setzte Gregor als ersten Abt dieses Klosters ein. Gregor soll für das Kloster eine Ikone mit der Darstellung des heiligen Nikolaus von Myra, des „Freundes der Kinder“, mitgebracht haben, die in Konstantinopel entstanden war und dann als wundertätig verehrt wurde. Sie wurde Schwangeren bei der Geburt ans Bett gebracht.
Gregor starb am 4. November 999 im Ruf eines heiligen Mannes. Seine Gebeine wurden zunächst in der Nikolaus-Kapelle auf dem Abteigelände beigesetzt. Ende des 12. Jahrhunderts wurden Gregors Gebeine zur Ehre der Altäre erhoben. Sein Todestag wurde in dem Kloster als Festtag begangen, bis 1802 die Reichsabtei Burtscheid im Rahmen der Säkularisation aufgehoben wurde.
Um 1190 ließ Abt Arnold die Gebeine von der Nikolaus-Kapelle neben den Hochaltar in der neuen Abteikirche übertragen. Beim Neubau der Kirche Mitte des 18. Jahrhunderts kam der Schrein hinter den Hochaltar. 1895 wurde nach einem Entwurf von Karl Krauß ein neuer Schrein angefertigt, der auf der linken Seite des Kuppelbaus seinen Platz fand. Bei dem schweren Bombenangriff auf Burtscheid am 11. April 1944 wurde auch das Grab Gregors zerstört. Überreste der Gebeine, die aus den Trümmern geborgen werden konnten, wurden anschließend in einer Silberkassette aufbewahrt. Diese kleine Reliquientruhe wurde 1996 in den Sarkophag unter dem Berdolet-Altar übertragen, der in der Pfarrkirche St. Johann-Baptist in Aachen-Burtscheid, der früheren Abteikirche, steht.
Seit 2010 ist Abt Gregor Patron der Katholischen Pfarrgemeinde St. Gregor von Burtscheid. Er wird um Hilfe bei Kinderkrankheiten angerufen. In der römisch-katholischen Kirche wird er als Heiliger verehrt. Sein Gedenktag ist der 4. November.

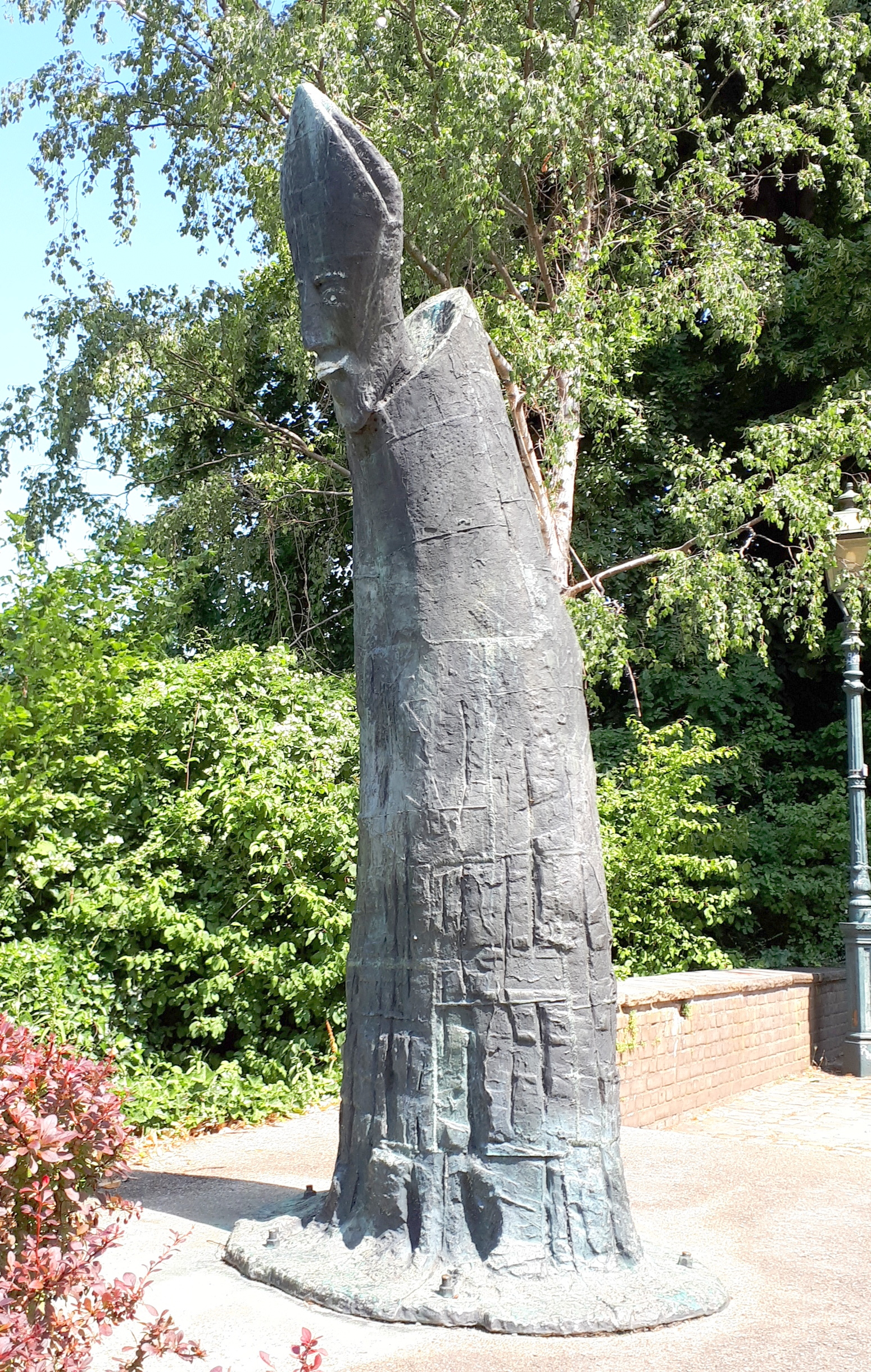
Bonifatius Stirnberg: Gregorstatue in Aachen-Burtscheid
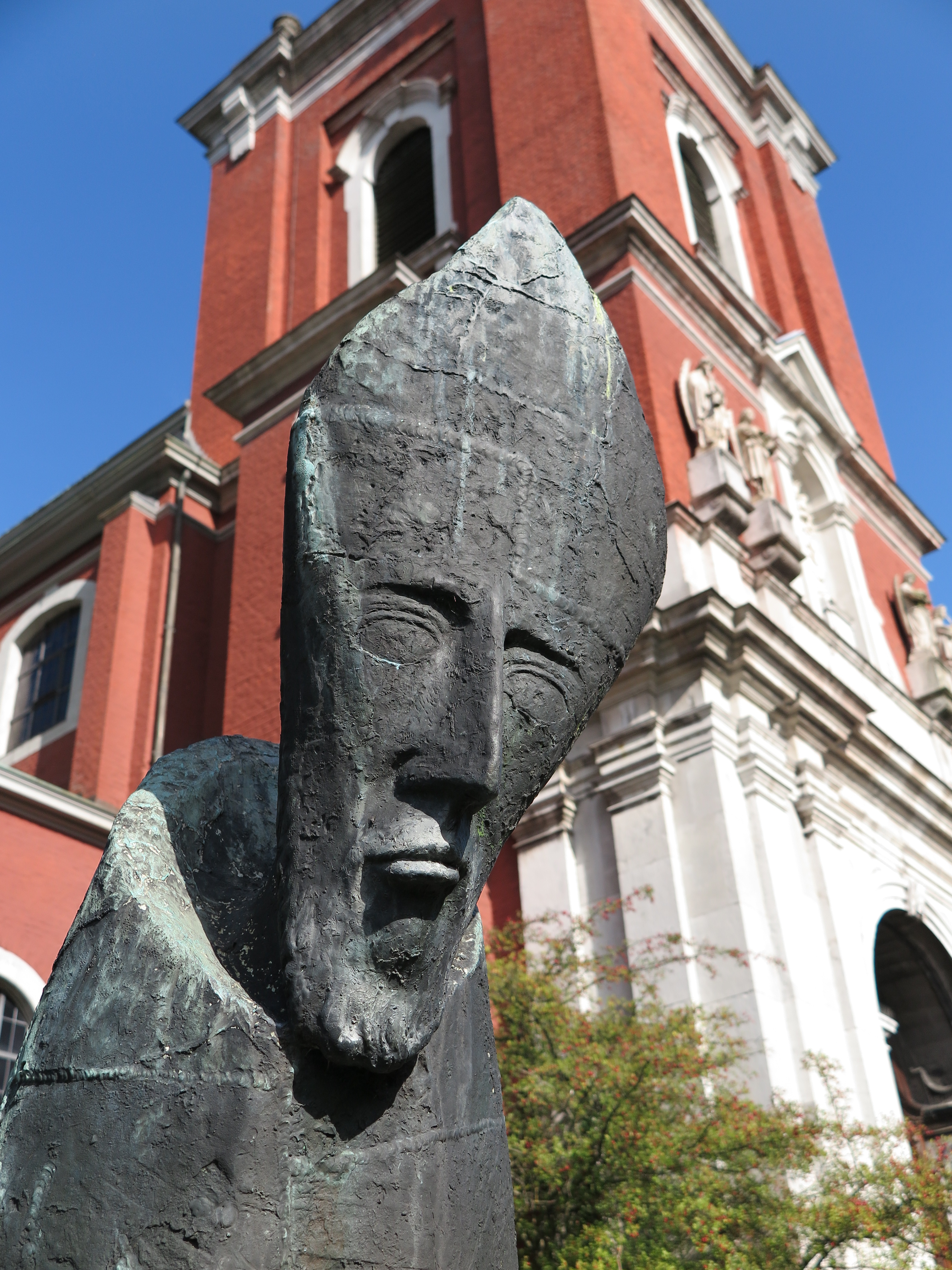
Kopf des Gregor von Burtscheid vor St. Michael
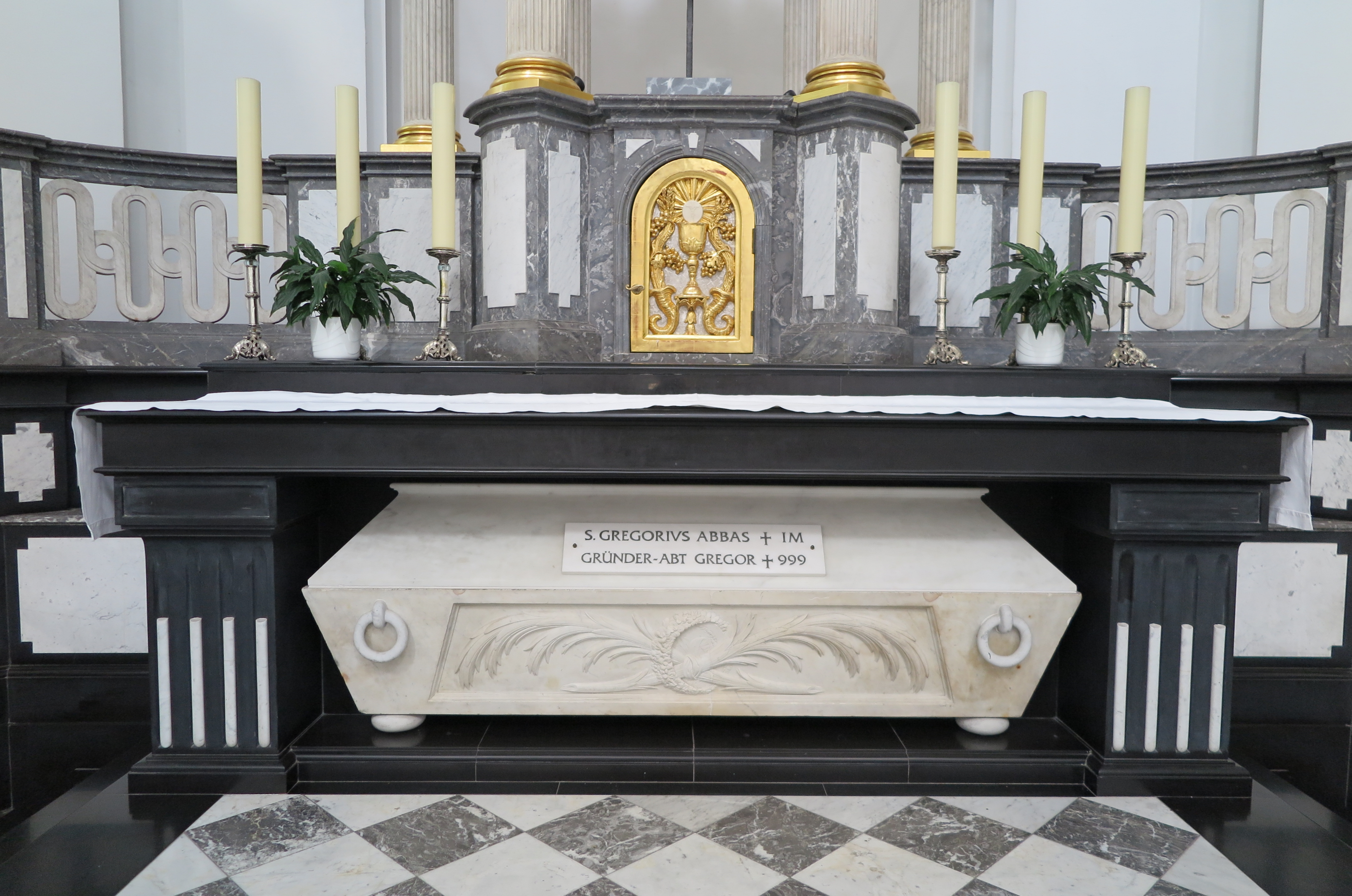
Sarkophag des Gregor von Burtscheid in St. Johann Baptist